# Казе Стомпањо (Потенца)
Казе Стомпањо (итал. Case Stompagno) је насеље у Италији у округу Потенца, региону Базиликата.
Према процени из 2011. у насељу је живело 12 становника. Насеље се налази на надморској висини од 766 м.